# Sanada Yukimura no bōryaku
Pour plus de détails, voir Fiche technique et Distribution.
Sanada Yukimura no bōryaku (真田幸村の謀略) est un film japonais réalisé par Sadao Nakajima, sorti en 1979.

## Synopsis
Le film traite du Siège d'Osaka et de Sanada Yukimura, guerrier samouraï japonais de la période Sengoku.

## Fiche technique
- Titre original : Sanada Yukimura no bōryaku (真田幸村の謀略?)[2],[3]
- Réalisation : Sadao Nakajima
- Scénario : Kazuo Kasahara (ja), Isao Matsumoto, Yōzō Tanaka et Sadao Nakajima
- Musique : Masaru Satō
- Photographie : Shigeru Akatsuka
- Montage : Isamu Ichida (ja)
- Décors : Norimichi Igawa
- Production : Tan Takaiwa (ja)
- Société de production : Tōei
- Pays d'origine :  Japon
- Langue originale : japonais
- Genre : jidaigeki - chanbara - film d'action
- Format : couleur - 2,35:1 - 35 mm - son mono
- Durée : 148 minutes[4]
- Dates de sortie :
  - Japon : 1er septembre 1979[4]

## Distribution
- Hiroki Matsukata : Sanada Yukimura
- Chiezō Kataoka : Sanada Masayuki
- Tatsuo Umemiya : Sanada Nobuyuki
- Teruhiko Aoi : Sarutobi Sasuke
- Guts Ishimatsu  : Unno Rokurō
- Minori Terada (ja) : Kirigakure Saizō
- Kensaku Morita : Kakei Juzō
- Shōhei Hino : Anayama Kosuke
- Hiroyuki Sanada : Miyoshi Isa
- Nobuo Kaneko : Hayashi Razan
- Akiji Kobayashi : Honda Masazumi
- Seizō Fukumoto : Hayakaze
- Jun'ichi Haruta (ja) : Akagumo
- Rokkō Toura : Ōno Harunaga
- Ichirō Ogura (ja) : Toyotomi Hideyori
- Mieko Takamine : Yodo-dono
- Tetsurō Tanba : Katō Kiyomasa
- Mikio Narita : Gotō Matabei
- Kinnosuke Nakamura : Tokugawa Ieyasu